# Governatorato di Smolensk
Il governatorato di Smolensk (in russo Смоленская губерния?) era una gubernija dell'Impero russo. Il capoluogo era Smolensk.